# Java's Noordoostkust
Java's Noordoostkust was een van de gouvermenten van de Vereenigde Oostindische Compagnie. Op de noordoostkust van Java had de VOC verschillende handelsposten en "comptoirs" of factorijen. Er werd vooral gehandeld in suikerriet, peper en koffie.
De belangrijkste handelsposten waren: Japara, Semarang, Tegal, Pekalongan, Damak, Djokjakarta, Surakarta, Jawana, Rembang, Gresik, Soerabaja, Sumenep (op Madoera) en Banyuwangi.

## Japara
Japara, of Jepara, was een VOC-locatie vanaf 1651 met een comptoir en later tot een hoofdcomptoir opgewaardeerd. Er waren (naar bepaling in 1705) 25 man gestationeerd. In 1708 werd het hoofdcomptoir naar Semerang verhuisd. Nadien heeft de VOC veel onnodige gebouwen afgebroken.

## Semarang
Samarang, of Semarang, was in handen van de VOC vanaf 1678, toen de plaatselijke vorst: Mataram Semarang het aan de VOC moest afstaan. De bezetting van het fort (later fort Prins van Oranje) was 130 man. In 1706 werd het fort belaagd door 3500 Chinezen, deze konden door een versterking van 20.000 man worden afgeslagen.

## Tagal
Tagal, of Tegal, was een kleine post met een bezetting van 25 man. Het opperhoofd was ook onderkoopman en stond onder het opperhoofd van Cheribon. Het werd voornamelijk gebruikt voor de handel in rijst.
Medio 1731 waren er 60 personen op het comptoir Tagal werkzaam, 46 militairen, 6 zeelieden, 1 onderkoopman, 1 assistent-koopman, 1 chirurgijn, 1 molenaar, 1 smid, 3 timmerlieden (bron: Landmonsterrol VOC juni 1731).

## Damak
Damak, of Demak, was een van de oudste steden in het gebied. De VOC had er een groep gebouwen beschermd door een omheining, genaamd Fort Goed Begin.

## Oenarang
Oenarang, of Ungaran, was een dorp dat aan de voet van een berg lag, tussen de plaatsen Semarang en Salatiga. De berghellingen werden bebouwd met gewassen en vruchtbomen en er werd zwarte suiker geteeld. Pieter van Dam schreef in De geschiedenis van de VOC rond 1701 dat er in Oenarang ongeveer 300 à 400 gezinnen woonden die onderhorig waren aan hun vorst. Toen de VOC zich hier vestigde, werd in 1780 het Fort De Ontmoeting gebouwd.
Gouvernementen: Goudkust* · Nederlands Brazilië · Nederlandse Antillen · Nederlands-Guiana (Berbice* · Cayenne · Demerary* · Essequebo* · Pomeroon · Suriname*) · Nieuw-Nederland
Gebieden met een directeur: Maagdeneilanden
Gebieden met een baron: Tobago (geleend aan Cornelis Lampsins)
Factorijen / handelsposten: Arguin · Loango-Angolakust · Senegambia · Slavenkust
Gouvernementen: Amboina* · Banda* · Batavia* · Ceylon · Coromandelkust* · Formosa · Java's Noordoostkust* · Kaapkolonie* · Makassar* · Malakka* · Mauritius · Molukken*
Directoraten: Vestingen in Bengalen · Vestingen in Perzië · Suratte
Commandementen: Bantam* · Malabar · Sumatra's Westkust*
Residenten: Bandjarmasin* · Cheribon* · Palembang* · Pontianak*
Gebieden met een opperhoofd: Birma · Dejima* · Vestingen in Siam · Timor · Tonquin
Factorijen: Vestingen in China
Nederzettingen: Amsterdam eiland (incl. Smeerenburg) · Jan Mayen
Vestingen: Acadia · Fort Nassau · Zoutpannen in Venezuela
*: Gebieden ook in handen van de Bataafse Republiek geweest.